# Adria Mobil (ciclismo)
La Adria Mobil è una squadra maschile slovena di ciclismo su strada. Attiva dal 2005, ha licenza di Continental Team e costituisce l'emanazione professionistica della società ciclistica Kolesarski Klub Adria Mobil, fondata nel 1972 a Novo Mesto come Kolesarski Klub Novo Mesto e dal 2005 sponsorizzata dal costruttore di autocaravan Adria Mobil.
Nelle stagioni di attività i ciclisti dell'Adria Mobil hanno ottenuto tre vittorie nella classifica finale del Giro di Slovenia, con Tomaž Nose nel 2007, Radoslav Rogina nel 2013 e Primož Roglič nel 2015, oltre a numerosi successi in prove continentali UCI di classe .HC, .1 e .2, come anche in gare per Under-23. Hanno vestito la maglia del team diversi ciclisti poi passati al World Tour, tra i quali Janez Brajkovič, Robert Kišerlovski, Marko Kump, Grega Bole, Simon Špilak, lo stesso Primož Roglič e Domen Novak.

## Cronistoria

### Annuario
| Anno | Codice | Nome             | Cat. | Biciclette  | Dirigenza |
| ---- | ------ | ---------------- | ---- | ----------- | --- |
| 2005 | ADR    | Krka-Adria Mobil | CT   | Moser       | Manager: Bogdan Fink Dir. sportivi: Milan Erzen                                                                           |
| 2006 | ADR    | Adria Mobil      | CT   | Moser       | Manager: Bogdan Fink Dir. sportivi: Martin Derganc, Milan Erzen                                                           |
| 2007 | ADR    | Adria Mobil      | CT   | Moser       | Manager: Bogdan Fink Dir. sportivi: Milan Erzen, Boštjan Mervar                                                           |
| 2008 | ADR    | Adria Mobil      | CT   | Moser       | Manager: Bogdan Fink Dir. sportivi: Milan Erzen, Boštjan Mervar                                                           |
| 2009 | ADR    | Adria Mobil      | CT   | Fondriest   | Manager: Bogdan Fink Dir. sportivi: Milan Erzen, Boštjan Mervar                                                           |
| 2010 | ADR    | Adria Mobil      | CT   | Fondriest   | Manager: Bogdan Fink Dir. sportivi: Milan Erzen, Boštjan Mervar                                                           |
| 2011 | ADR    | Adria Mobil      | CT   | Specialized | Manager: Bogdan Fink Dir. sportivi: Milan Erzen, Boštjan Mervar                                                           |
| 2012 | ADR    | Adria Mobil      | CT   | Specialized | Manager: Bogdan Fink Dir. sportivi: Milan Erzen, Boštjan Mervar                                                           |
| 2013 | ADR    | Adria Mobil      | CT   | Specialized | Manager: Bogdan Fink Dir. sportivi: Milan Erzen, Boštjan Mervar                                                           |
| 2014 | ADR    | Adria Mobil      | CT   | Specialized | Manager: Bogdan Fink Dir. sportivi: Boštjan Mervar, Primož Šegina                                                         |
| 2015 | ADR    | Adria Mobil      | CT   | Specialized | Manager: Bogdan Fink Dir. sportivi: Boštjan Mervar, Rok Novak                                                             |
| 2016 | ADR    | Adria Mobil      | CT   | Specialized | Manager: Bogdan Fink Dir. sportivi: Boštjan Mervar, Rok Novak                                                             |
| 2017 | ADR    | Adria Mobil      | CT   | Specialized | Manager: Bogdan Fink Dir. sportivi: Srečko Glivar, Boštjan Mervar, Dejan Rifelj                                           |
| 2018 | ADR    | Adria Mobil      | CT   | Specialized | Manager: Bogdan Fink Dir. sportivi: Srečko Glivar, Boštjan Mervar, Dejan Rifelj                                           |
| 2019 | ADR    | Adria Mobil      | CT   | Specialized | Manager: Bogdan Fink Dir. sportivi: Branko Filip, İsmail Aksoy, Srečko Glivar, Boštjan Mervar, Dejan Rifelj               |
| 2020 | ADR    | Adria Mobil      | CT   | Specialized | Manager: Bogdan Fink Dir. sportivi: Branko Filip, Jon Božič, Srečko Glivar, Boštjan Mervar, Josip Radakovič, Dejan Rifelj |
| 2021 | ADR    | Adria Mobil      | CT   | Basso       | Manager: Bogdan Fink Dir. sportivi: Marko Kump, Srečko Glivar, Boštjan Mervar                                             |
| 2022 | ADR    | Adria Mobil      | CT   | Basso       | Manager: Bogdan Fink Dir. sportivi: Marko Kump, Srečko Glivar, Boštjan Mervar                                             |
| 2023 | ADR    | Adria Mobil      | CT   | Basso       | Manager: Mojca Novak Dir. sportivi: Marko Kump, Srečko Glivar, Boštjan Mervar                                             |
| 2024 | ADR    | Adria Mobil      | CT   | Basso       | Manager: Marko Lekše Dir. sportivi: Marko Kump, Srečko Glivar, Boštjan Mervar                                             |
| 2025 | ADR    | Adria Mobil      | CT   | Basso       | Manager: Marko Lekše Dir. sportivi: Marko Kump, Srečko Glivar, Boštjan Mervar                                             |

## Organico 2025
Aggiornato al 1º gennaio 2025.

### Staff tecnico
|  | Naz.                | Ruolo | Sportivo       |  |  |  |
|  | ------------------- | ----- | -------------- |  |  |  |
|  | Slovenia (bandiera) | GM    | Marko Lekše    |  |  |  |
|  | Slovenia (bandiera) | DS    | Marko Kump     |  |  |  |
|  | Slovenia (bandiera) | DS    | Srečko Glivar  |  |  |  |
|  | Slovenia (bandiera) | DS    | Boštjan Mervar |  |  |  |

### Rosa
|  | Naz.                |  | Sportivo      | Anno |  |  |
|  | ------------------- |  | ------------- | ---- |  |  |
|  | Slovenia (bandiera) |  | Tilen Finkšt  | 1997 |  |  |
|  | Slovenia (bandiera) |  | Nik Golob     | 2006 |  |  |
|  | Slovenia (bandiera) |  | Vid Murn      | 2006 |  |  |
|  | Slovenia (bandiera) |  | Teo Pečnik    | 2002 |  |  |
|  | Slovenia (bandiera) |  | Nejc Peterlin | 2006 |  |  |
|  | Slovenia (bandiera) |  | Anže Skok     | 2000 |  |  |
|  | Slovenia (bandiera) |  | Marcel Skok   | 2005 |  |  |
|  | Slovenia (bandiera) |  | Jaka Špoljar  | 2003 |  |  |
|  | Slovenia (bandiera) |  | Aljaž Turk    | 2004 |  |  |
|  | Slovenia (bandiera) |  | Matic Žumer   | 1997 |  |  |